# Жалгызкарагайский сельский округ
Жалгызкарага́йский се́льский окру́г (каз. Жалғызқарағай ауылдық округі) — административная единица в составе Аккольского района Акмолинской области Казахстана. 
Административный центр — село Жалгызкарагай. 

## История
В 1989 году существовал как — Приозёрный сельсовет (сёла Приозёрное, Кызылту, Лидиевка).
В периоде 1991—1998 годов сельсовет был преобразован в сельский округ в соответствии с реформами административно-территориального устройства Республики Казахстан.
Постановлением акимата Акмолинской области от 3 октября 2007 года № А-10/325 и решением Акмолинского областного маслихата от 3 октября 2007 года № 4С-2-9 «О переименовании некоторых населенных пунктов Акмолинской области по Аккольскому, Ерейментаускому, Аршалынскому, Целиноградскому районам и району Биржан сал» (зарегистрированное Департаментом юстиции Акмолинской области 24 октября 2007 года № 3236) — были переименованы следующие населённые пункты и административные единицы:
- село Приозёрное и Приозёрный сельский округ соответственно в село Жалгызкарагай и Жалгызкарагайский сельский округ;
- село Кызылту в село Кайнар;
- село Лидиевка в село Тастыадыр.

Постановлением акимата Акмолинской области от 11 апреля 2013 года № А-3/149 и решением Акмолинского областного маслихата от 11 апреля 2013 года № 5С-12-3 «Об изменении административно-территориального устройства города Степногорск, Аккольского, Ерейментауского и Шортандинского районов Акмолинской области» (зарегистрированное Департаментом юстиции Акмолинской области 24 апреля 2013 года № 3708):
- в черту административного подчинения сельского округа — было включено 105698 гектаров упразднённого (переведенного в иные категорий и исключённые из учётных данных) земли села Кырыккудык Аккольского района.

## Населения
| Численность населения | Численность населения | Численность населения |
| 1989                  | 1999                  | 2009                  |
| --------------------- | --------------------- | --------------------- |
| 1238                  | ↘1024                 | ↘627                  |

## Состав
| № | Населённый пункт | Тип населённого пункта       | Население, 1989 | Население, 1999 | Население, 2009 |
| - | ---------------- | ---------------------------- | --------------- | --------------- | --------------- |
| 1 | Жалгызкарагай    | село, административный центр | 871             | 772             | 505             |
| 2 | Кайнар           | село                         | 170             | 113             | 50              |
| 3 | Тастыадыр        | село                         | 197             | 139             | 72              |

## Местное самоуправление
Аппарат акима Жалгызкарагайского сельского округа — село Жалгызкарагай, улица Кирдищева, 14.
- Аким сельского округа — Хасенов Коркпай Кусатайович[1].
- Депутат Аккольского районного маслихата по Жалгызкарагайскому сельскому округу — Омирбаева Бауыржан Досанулы[9].